# Villa Leupold

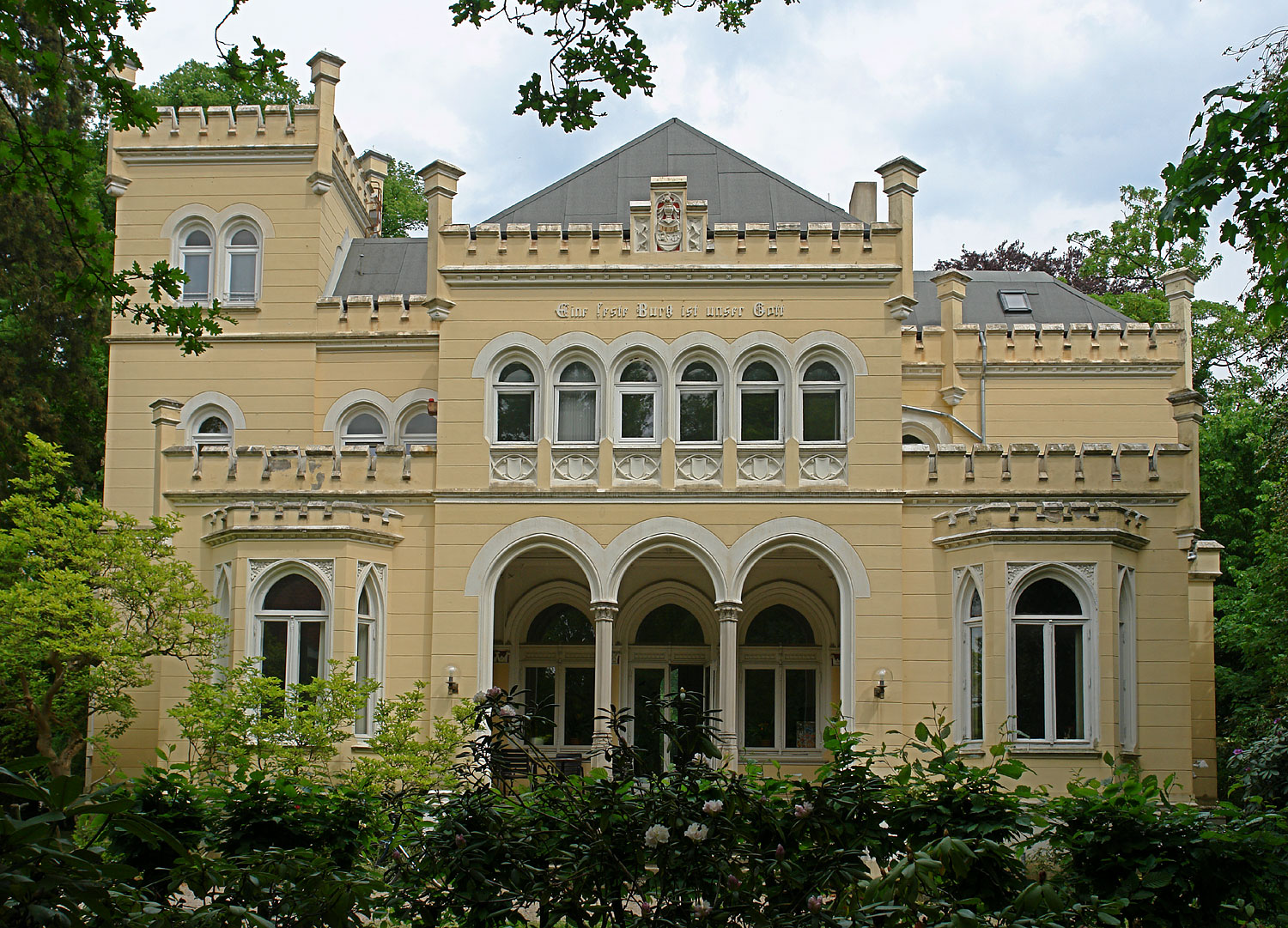
Villa Leupold

Die Villa Leupold befindet sich in Bremen, Stadtteil Horn-Lehe, Ortsteil Lehesterdeich, Leher Heerstraße 194. Das Landhaus entstand 1872 nach Plänen von Johann Georg Poppe. 
Das Gebäude steht seit 1996 unter Bremer Denkmalschutz.

## Geschichte
Die zweigeschossige, verputzte, große und differenzierte Villa mit einem Walmdach, einem dreigeschossigen Türmchen an der Ecke und einer rückwärtigen Freitreppe wurde 1872 in der Epoche des Historismus im castle style in einer Rundbogenarchitektur und mit Elementen im englischen Tudorstil für den Leinwandhändler und Konsul für das Königreich Sachsen Hermann Leupold (1826–1901) gebaut. Prägend ist der dreiachsige Portikus mit korinthischen Säulenkapitellen und darüber mit dem Wort „Eine feste Burg ist unser Gott“. Mittig im markanten Gesims mit den wehrhaften Zinnen befindet sich ein steinernes Familienwappen. Sechs Plastiken am und um das Gebäude stehen auch unter Denkmalschutz.
Danach wechselten die Besitzer häufiger. Als das Ehepaar Heydenreich von 1903 bis 1908 das Haus bewohnten trug das Landgut den Namen Eichenhorst. Die Familie Martens vom Bankhaus Martens und Weyhausen in der Langenstraße 15 wohnten hier nach 1924. Das Hofmeierhaus von 1908 wurde 1961 abgerissen. Hier steht nun ein Bungalow.
An das Grundstück des Hauses grenzt östlich, abgetrennt durch einen Zaun,  der 3 Hektar große öffentliche Menke Park des ehemaligen Guts Landruhe.
Heute (2018) wird das Haus durch Praxen und Büros u. a. durch einen Verein genutzt.